# 자카르타 국제 벨로드롬
자카르타 국제 벨로드롬 (Jakarta International Velodrome, 인도네시아어: Gelanggang Olahraga Velodrome)은 인도네시아 자카르타 라와망운에 위치한 벨로드롬 경기장이다. 2018년 아시안 게임을 위해 건설되었으며 총면적은 95,000m²에 달한다.
이곳에는 250m 길이의 사이클 트랙이 설치되어 있으며, 테니스 코트와 수영장도 딸려 있다. 트랙 사이클 경기장의 수용규모는 3,500석이며 공연장이나 콘서트장으로 활용할 시에는 8,500석까지 늘릴 수 있다. 사이클 종목 전용경기장으로 건설되었지만 배구와 배드민턴, 풋살 등 그밖에 다양한 스포츠 경기장으로도 활용될 전망이다.
자카르타 국제 벨로드롬은 원래 라와망운 벨로드롬이란 경기장이 있던 자리로, 1973년 실외경기장으로 완공되어 국립경기장으로 자리잡았다. 그러나 아시안게임을 앞두고 철거되었으며, 사이클 경기장을 실내로 옮기는 과정에서 그 규격도 국제기준에 맞춘 시설로 탈바꿈하게 되었다.

## 같이 보기
- 2018년 아시안 게임
- 벨로드롬